# Jorge Fernández (athlétisme)
Jorge Yadián Fernández Hernández (né le 2 octobre 1987 à Cárdenas) est un athlète cubain, spécialiste du lancer de disque.
Il participe aux Jeux olympiques à Pékin. Son record est de 66,05 m en 2012, qu'il porte à 66,50 m à Lausanne le 3 juillet 2014. Il se qualifie pour la finale des championnats du monde à Moscou et termine second de la Coupe continentale d'athlétisme 2014. Il remporte le titre lors des Jeux d'Amérique centrale et des Caraïbes de 2014.